# CSU Neptun Constanța
CSU Neptun Constanța este o echipă de handbal feminin din Constanța, secție a clubului polisportiv CSU Neptun Constanța. Echipa activează în Divizia A. Sediul clubului se află pe strada Mircea cel Bătrân nr. 104 din Constanța, iar echipa își desfășoară meciurile de pe teren propriu în Sala Sporturilor Constanța. Culorile oficiale ale clubului sunt alb-albastru.

## Palmares
- Cupa Cupelor:
  - Optimi de finală (1): 2011

- Cupa Challenge:
  -  Finalistă (1): 2006
  - Semifinale (1): 1993
  - Sferturi de finală (2): 2007, 2008

- Liga Națională:
  -  Locul 2 (1): 1978
  -  Locul 3 (3): 1979, 1985, 2010

- Cupa României:
  -  Finalistă (1): 1979
  -  Locul 3 (2): 1985, 1994
  - Semifinale (2): 1992, 1998

## Meciuri europene
Conform Federației Europene de Handbal și Federației Române de Handbal:
| Sezon   | Competiție     | Fază          | Club                       | Tur   | Retur | Total |
| ------- | -------------- | ------------- | -------------------------- | ----- | ----- | ----- |
|         |                |               |                            |       |       |       |
| 1993-94 | Cupa Orașelor  | 1/8 de finală | Alcala Pegaso Madrid       | 19-16 | 16-16 | 35–32 |
| 1993-94 | Cupa Orașelor  | 1/4 de finală | Tramp Sankt Petersburg     | 21-18 | 24-21 | 45–39 |
| 1993-94 | Cupa Orașelor  | Semifinale    | Bækkelagets Oslo           | 16-30 | 18-13 | 34–43 |
|         |                |               |                            |       |       |       |
| 2005-06 | Cupa Challenge | 1/8 de finală | ABU Baku (a)               | 30-25 | 28-23 | 53–53 |
| 2005-06 | Cupa Challenge | 1/4 de finală | ŽRK Split                  | 29-22 | 28-20 | 57–42 |
| 2005-06 | Cupa Challenge | Semifinale    | Valur Reykjavik            | 37-25 | 28-35 | 65–60 |
| 2005-06 | Cupa Challenge | Finala        | Rulmentul Brașov           | 22-30 | 24-25 | 46–55 |
|         |                |               |                            |       |       |       |
| 2006-07 | Cupa Challenge | 1/8 de finală | TV Uster                   | 40-24 | 35-24 | 75–48 |
| 2006-07 | Cupa Challenge | 1/4 de finală | Universitatea Jolidon Cluj | 21-34 | 28-27 | 49–61 |
|         |                |               |                            |       |       |       |
| 2007-08 | Cupa Challenge | Turul 3       | AC Elpides HC Dramas       | 31-18 | 34-17 | 65–35 |
| 2007-08 | Cupa Challenge | 1/8 de finală | ABU Baku                   | 32-22 | 29-32 | 61–54 |
| 2007-08 | Cupa Challenge | 1/4 de finală | HC Dunărea Brăila          | 25-23 | 21-27 | 46–50 |
|         |                |               |                            |       |       |       |
| 2010-11 | Cupa Cupelor   | Turul 3       | Madeira Andebol SAD        | 27-27 | 24–18 | 51–45 |
| 2010-11 | Cupa Cupelor   | 1/8 de finală | Rostov-Don                 | 25–38 | 28–30 | 53–68 |

## Sezoane recente
Conform Federației Române de Handbal și Federației Europene de Handbal:
Până în sezonul 1996-1997 primul eșalon al handbalului românesc s-a numit Categoria A (CA) sau Divizia A (DA) iar al doilea eșalon s-a numit Categoria B (CB) sau Divizia B (DB). Din sezonul 1997-1998 primul eșalon al handbalului românesc s-a numit Liga Națională (LN) iar al doilea eșalon s-a numit Divizia A (DA).
Cupa României s-a desfășurat începând cu sezonul 1977-1978. În sezoanele 1990-1991, 1999-2000, 2000-2001, 2004-2005, 2007-2008, 2008-2009, 2009-2010 și 2011-2012 nu a fost organizată.
Supercupa României s-a desfășurat începând cu sezonul 2006-2007. În sezoanele 2007-2008, 2008-2009, 2009-2010 și 2011-2012 nu a fost organizată.
| Sezon   | Competiție națională | Loc    | Cupa României | Supercupa României | Competiție europeană | Competiție europeană |
| ------- | -------------------- | ------ | ------------- | ------------------ | -------------------- | -------------------- |
| 1976-77 | CB                   | 1      |               |                    |                      |                      |
| 1977-78 | CA                   | Argint |               |                    |                      |                      |
| 1978-79 | CA                   | Bronz  | Finalistă     |                    |                      |                      |
| 1979-80 | CA                   | 10     |               |                    |                      |                      |
| 1980-81 | CB                   | 1      |               |                    |                      |                      |
| 1981-82 | CA                   | 9      |               |                    |                      |                      |
| 1982-83 | CA                   | 4      |               |                    |                      |                      |
| 1983-84 | CA                   | 4      |               |                    |                      |                      |
| 1984-85 | CA                   | Bronz  | Locul trei    |                    |                      |                      |
| 1985-86 | CA                   | 5      |               |                    |                      |                      |
| 1986-87 | CA                   | 6      |               |                    |                      |                      |
| 1987-88 | CA                   | 9      |               |                    |                      |                      |
| 1988-89 | CA                   | 5      |               |                    |                      |                      |
| 1989-90 | CA                   | 5      |               |                    |                      |                      |
| 1990-91 | CA                   | 4      |               |                    |                      |                      |
| 1991-92 | CA                   | 5      | Semifinalistă |                    |                      |                      |
| 1992-93 | DA                   | 4      |               |                    |                      |                      |
| 1993-94 | DA                   | 7      | Locul trei    |                    | Cupa Orașelor        | Semifinalistă        |
| 1994-95 | DA                   | 7      |               |                    |                      |                      |
| 1995-96 | DA                   | 7      |               |                    |                      |                      |
| 1996-97 | DA                   | 7      |               |                    |                      |                      |
| 1997-98 | LN                   | 5      | Semifinalistă |                    |                      |                      |
| 1998-99 | LN                   | 8      |               |                    |                      |                      |
| 1999-00 | LN                   | 8      |               |                    |                      |                      |

| Sezon   | Competiție națională | Loc   | Cupa României | Supercupa României | Competiție europeană | Competiție europeană |
| ------- | -------------------- | ----- | ------------- | ------------------ | -------------------- | -------------------- |
| 2000-01 | LN                   | 6     |               |                    |                      |                      |
| 2001-02 | LN                   | 9     |               |                    |                      |                      |
| 2002-03 | LN                   | 9     |               |                    |                      |                      |
| 2003-04 | LN                   | 9     |               |                    |                      |                      |
| 2004-05 | LN                   | 4     |               |                    |                      |                      |
| 2005-06 | LN                   | 4     |               |                    | Cupa Challenge       | Finalistă            |
| 2006-07 | LN                   | 6     |               |                    | Cupa Challenge       | Sfertfinalistă       |
| 2007-08 | LN                   | 7     |               |                    | Cupa Challenge       | Sfertfinalistă       |
| 2008-09 | LN                   | 6     |               |                    |                      |                      |
| 2009-10 | LN                   | Bronz |               |                    |                      |                      |
| 2010-11 | LN                   | 10    |               |                    | Cupa Cupelor         | Optimi               |
| 2011-12 | LN                   | 11    |               |                    |                      |                      |
| 2012-13 | DA                   | 1     |               |                    |                      |                      |
| 2013-14 | LN                   | 11    |               |                    |                      |                      |
| 2014-15 | LN                   | 13    |               |                    |                      |                      |
| 2015-16 | DA                   | 7     |               |                    |                      |                      |
| 2016-17 | DA                   | 7     |               |                    |                      |                      |
| 2017-18 | DA                   | 2     |               |                    |                      |                      |
| 2018-19 | DA                   | 2     |               |                    |                      |                      |
| 2019-20 | DA                   | 2 ✳   |               |                    |                      |                      |
| 2020-21 | DA                   | 2     |               |                    |                      |                      |
| 2021-22 | DA                   | 4     |               |                    |                      |                      |
| 2022-23 | DA                   | 4     |               |                    |                      |                      |
| 2023-24 | DA                   | 6     |               |                    |                      |                      |

✳ Sezonul 2019-2020 al Diviziei A s-a încheiat, din cauza pandemiei de coronaviroză cauzată de noul coronavirus 2019-nCoV (SARS-CoV-2), fără a se mai disputa ultimele etape, cu rămânerea în vigoare a clasamentului valabil la data de 11 martie 2020, când s-a desfășurat ultimul meci, aplicându-se criteriile de departajare finală, iar promovarea în Liga Națională ar fi urmat să se facă în urma disputării unui turneu final, la care participau 8 echipe cel mai bine clasate în seriile Diviziei A. După ce mai multe echipe au renunțat la participarea la turneul final de promovare, printre care și Neptun Constanța, în cursă au rămas doar patru echipe care concurau pentru patru locuri de promovare, făcând inutilă organizarea unui turneu.

## Istoric
Începând cu anii 1955-1956, în orașul Constanța au activat diferite echipe de handbal feminin, la nivelul senioarelor si junioarelor. Începuturile aparțin echipelor de senioare Spartac, Voința, Constructorul, Progresul, Dinamo și Flamura Roșie, care participau la diferite competiții amicale de handbal în 11 jucătoare si, ulterior, în competitii de handbal în 7 jucătoare. Primele echipe de handbal în 7 jucătoare apartin fostelor echipe de senioare, dar apar si unele echipe școlare. Dintre acestea din urmă, se distinge în mod deosebit echipa Liceului Pedagogic Constanța, care beneficia de sprijinul echipei Școlii Sportive de Elevi pe lînga care ființa si care constituia baza de selectie. În 1958, odată cu măsurile de organizare a Campionatului National, echipa Liceului Pedagogic Constanța a fost promovată în Divizia A, primul eșalon al handbalului românesc din acea vreme. Spartac a fost echipa care s-a adaptat cel mai repede de la handbalul în 11 la cel în 7 jucătoare. După stagii prelungite de pregătire și câștigare a campionatelor județene, Spartac a participat în mai multe rânduri la turneele de calificare în Divizia B. Din pacate, primele tentative de promovare au fost sortite esecului. Totusi, în anul competitional 1967-1968, dupa multe căutări și schimbări de antrenori, sub conducerea antrenorului Dan Nicolae (Constantin Verioti fiind reprezentantul echipei), echipa Spartac Constanța reușește să se califice în Divizia B. Din echipa vremii au facut parte, printre altele, Gina Pleșa, Ana Savu, Elisabeta Păduraru, Doinița Munteanu, Hedwig Georgescu, Florența Tentu, Viorica Noghi, Georgeta Pena, Cornelia Necula, Doina Bălan-Dumitrescu și Mariana Dănilescu-Păcuraru. În anul competitional 1968-1969, echipa participa în campionatul republican Divizia B sub denumirea de Spartac, iar din sezonul următor sub cea de Comerțul Constanța, denumire păstrată până în anul 1973. Atunci se schimbă din nou numele echipei, în Tomistex, iar din 1975, în Hidrotehnica. Aceste schimbări au fost determinate de problemele financiare, ca și de influența și sprijinul primit din partea unor reprezentanți ai asociațiilor sportive respective.
În anul 1973, se înființează la Clubul Sportiv Știința Constanța, de pe lîngă Facultatea de Educație Fizică și Sport a Institutului de Învațământ Superior Constanța, o echipa de handbal feminin alcătuită, în majoritate, din absolvente ale Școlii Sportive de Elevi Constanța și câteva studente, din anii II si III ai facultății. În decursul anilor care au urmat, o parte a nucleului de sportive de la Spartac s-a retras, iar o parte a jucătoarelor s-au transferat la alte echipe, precum Comerțul, Tomistex, Știința ori, mai tîrziu, Hidrotehnica, în Divizia B. Echipa Hidrotehnica Constanța era alcatuită din câteva sportive salariate, cu experiență competițională, și câteva studente care, însa, nu dădeau speranțe pentru o clasare care să asigure promovarea în Divizia A. De cealaltă parte, echipa Știința Constanța, mai nouă în peisajul handbalului dobrogean, a participat în sezonul 1973-1974 la turneul de calificare pentru Divizia B, însă lipsa de experiență și-a spus cuvântul și echipa a ratat acest obiectiv. Un an mai târziu, se va reuși însă acest salt, în sezonul 1974-1975, mai precis pe data de 12 mai 1975, când, la Buzău, Știința promovează în Divizia B. La realizarea acestei performante, contribuie conducerea clubului Știința (presedinte: prof.Victor Albu, secretar: Ioan Popișteanu, presedinte secție handbal: Emilia Nicodim, antrenor: prof.Traian Bucovală) și lotul care le cuprindea, printre altele, pe Niculina Micu, Eugenia Tabuci, Niculina Vasile, Nicoleta Popescu, Marcela Bumbac-Bogdan, Vasilica Dinu, Viorica Croitoru, Valentina Sotila, Alexandra Anghel, Violeta Scînteie si Levențica Andronache. Cealalta echipă, Hidrotehnica, ce activa deja în Divizia B, avea sa încheie sezonul 1974-1975 pe locul VI, avându-l ca antrenor principal pe Ion Anghel, iar secund pe Nicu Dumitrescu, presedintele secției de handbal era Constantin Balaure. Din lot faceau parte, printre altele, Elena Petre, Georgeta Vasile, Georgeta Solomon, Doina Ciungan, Doina Calin, Octavia Anghel, Petrica Stamate, Paula Stanciu. S-a ajuns astfel, ca în anul competitional 1975-1976, Constanța să fie reprezentată în Campionatul Republican Categoria B (seria B), de două echipe feminine, Hidrotehnica și Știința. Ambele echipe erau apropiate ca valoare sportivă, iar între ele exista o mare rivalitate care, în cele din urmă, a dat câștig de cauză echipei Știința, antrenată de Traian Bucovală si care avea președinte de secție pe Emilia Nicodim. Știința a terminat campionatul pe locul doi, în timp ce Hidrotehnica, care îi avea antrenori pe Ion Anghel si Nicu Dumitrescu, a încheiat sezonul pe locul patru. În vara anului 1976, o comisie condusă de Dumitru Panait, vicepreședintele CJNEFS (Consiliul Judetean pentru Educație Fizică si Sport), a studiat posibilitatea realizării unei fuziuni între cele doua echipe de handbal feminin ce reprezentau Constanța la nivelul Diviziei B. Din comisie au facut parte: Dumitru Ivan (președintele CJNEFS Constanța), Dumitru Panait (vicepreședinte CJNEFS Constanța), Vasile Sopon (președintele AS Hidrotehnica Constanța), Constantin Balaure (președintele secției de handbal AS Hidrotehnica), Nicu Dumitrescu (antrenor Hidrotehnica), Victor Albu (președintele AS Știința Constanța), Ioan Popișteanu (vicepreședinte AS Știința Constanța), Emilia Nicodim (președintele secției de handbal Știința) și Traian Bucovală (antrenor Știința). Fuziunea s-a realizat sub denumirea Hidrotehnica Constanța. La această fuziune, Știinta prezintă un lot valoric superior, tânar si dornic de afirmare sportiva, în timp ce Hidrotehnica punea la dispoziție un plus în ceea ce privește baza material-financiară. Antrenor principal a fost desemnat Traian Bucovală, avându-l ca secund pe Nicu Dumitrescu. Acesta din urmă demisionează dupa numai patru luni, iar pe parcurs este promovat ca antrenor secund Lucian Râșniță. Din lotul fostei echipe Hidrotehnica au fost reținute patru sportive: Georgeta Solomon, Doina Ciungan, Doina Călin și Octavia Anghel, în timp ce de la fosta echipa Știința au fost cooptate în lot: Elena Frîncu, Larisa Cazacu, Levențica Andronache, Violeta Duțu, Istina Ilie, Elena Laza, Liliana Tomescu și Constanta Cotîrla. În ediția de campionat 1976-1977, în seria B a Campionatului Republican Categoria B, la capatul unui sezon extrem de disputat, Hidrotehnica Constanța încheie campionatul pe locul I și participă la un turneul de baraj, organizat deoarece din ediția 1977-1978 numărul echipelor din Divizia A se va reduce de la 12 la 10, unde avea să înfrunte echipele Constructorul Baia Mare (locul I, seria A), Constructorul Timișoara (locul IX, Divizia A) si Universitatea Iași (locul X, Divizia A). Constănțencele au confirmat evoluția bună și au reușit să câștige turneul de baraj, promovând în premieră în Divizia A. Lotul echipei Hidrotehnica Constanța care a realizat această performanță a fost următorul: Istina Ilie, Georgeta Solomon-portari, Elena Frîncu (căpitanul echipei), Larisa Cazacu, Valentina Sotila, Violeta Duțu, Octavia Anghel, Constanța Cotîrla, Doina Călin, Elena Laza, Doina Ciungan, Vasilica Dinu, Levențica Andronache, Liliana Tomescu și Violeta Scînteie. Antrenori erau Traian Bucovală și Lucian Râșniță.
În anul competitional 1977-1978, echipa Hidrotehnica Constanta a avut un salt valoric spectaculos, devenind una dintre revelațiile campionatului. În primul an de prezență pe prima scenă a handbalului feminin românesc, Hidrotehnica a ocupat locul II, fiind devansată doar de multipla campioană a României, Universitatea Timișoara. În anul următor, finalul sezonului competitional 1978-1979 a găsit Hidrotehnica Constanța pe pozitia a treia în clasamentul Diviziei A. În perioada 1977-1979, din loturile nationale ale României au făcut parte o serie de jucătoare de la Hidrotehnica Constanta: Elena Frîncu, Viorica Ionica, Larisa Cazacu, Iuliana Hobincu, Georgeta Lăcustă-Manolescu, Constanta Cotîrla-Iancu, Elena Laza-Popescu, Valentina Sotila-Moldovan, Violeta Dutu-Rădulescu, Liliana Tomescu-Galan. Din pacate, unele imixiuni ale conducerii administrative a C.C.H. (Compania de Construcții Hidrotehnice) în problemele tehnice ale echipei si pasarea unor responsabilități pentru activitatea de performanță între organismele sindicale, de partid și administrative, au dus la scăderea performanțelor sportive. La finele anului competițional 1979-1980, datorită unor grave greseli de abordare a jocurilor de clasament, echipa s-a clasat pe locul al X-lea, ultimul, retrogradînd în Divizia B. A urmat un an la capătul căruia, în sezonul 1981-1982, Hidrotehnica Constanta revine pe prima scena handbalistică a țării, printre cele mai bune echipe ale României. Rezultate notabile au fost atingerea semifinalelor Cupei Romăniei edițiile 1985-1986 și 1989-1990. În perioada 1975-1980, în cadrul Asociației Sportive Hidrotehnica a funcționat un centru de copii si juniori, coordonat de antrenorul Nicolae Sfetcu și consolidat de Dumitru Musi. Din cadrul acestui centru, au fost promovate la echipa de senioare o serie de jucatoare, precum Viorica Giuglea, Luxa Ciobanu, Maria Ciobanu, Mariana Marinescu, Maria Negru si Aurica Bica. Perioada de început a echipei Hidrotehnica a însemnat și activitatea sportivelor constănțene la nivelul loturilor nationale. Astfel, Viorica Ionica a participat, între anii 1976 si 1986, la trei turnee finale ale Campionatelor Mondiale (locul VII, Cehoslovacia 1978; locul VIII, Ungaria 1982; locul V, Olanda 1986), Iuliana Hobincu a facut parte din echipa nationala a României, ocupanta a locului VII, în 1977, la Campionatul Mondial gazduit de Cehoslovacia. În fine, o serie de handbaliste constănțene, precum Elena Frîncu (vicecampioana mondiala, în 1973, în Iugoslavia), Elena Laza-Popescu, Doina Călin-Bocaneala, Liliana Tomescu-Galan si Constanța Cotîrla-Iancu, au facut parte din echipele nationale de tineret si senioare, participând la competiții internaționale amicale și oficiale. În aproape toata aceasta perioada, echipa a beneficiat de sprijinul I.C.H. (Întreprinderea de Construcții Hidrotehnice), un sprijin esential, dar, din pacate, fără resurse financiare deosebite. Cu excepția anilor 1977-1980, majoritatea componentelor echipei au provenit de pe plan local, fiind promovate de la CSȘ nr. 1 Constanța. În schimb, jucatoarele constantene s-au remarcat prin doua calitati de baza: puterea de munca si pasiunea pentru handbal. În cei peste 40 de ani de existență, la Întreprinderea de Construcții Hidrotehnice, echipa de handbal a fost susținută de un numar mare de oameni, totodată, după anul 1990, alături de handbalul feminin constănțean s-au aflat o serie de susținători, reprezentînd diferite societati comerciale constantene. Un important sprijin logistic si financiar a venit si din partea Direcției pentru Tineret si Sport Constanța. Trebuie amintit și ajutorul financiar acordat în perioada de început a activitatii clubului, între anii 1975-1990, de către Consiliul Sindical Constanța. De asemenea, o importantă perioadă de timp alături de club s-a aflat compania Petromin, sponsor principal al echipei.
Dupa anul 1990, situația susținerii financiare a activității sportive de performanță din România devine din ce în ce mai precară și menținerea unei echipe în eșalonul superior este din ce în ce mai dificilă. Cu toate acestea, în ediția 1993-1994, echipa Hidrotehnica Constanța, sub conducerea lui Dumitru Muși, a participat în competițiile europene, grație locului IV obținut în ediția 1992-1993 a campionatului. Gruparea constănțeană se aliniază la startul Cupa Orașelor, a patra competiție europeană, ajungând până în faza semifinalelor, după confruntări cu adversare din Spania, Rusia si Norvegia. Pe parcursul itinerariului european, s-au evidențiat sportive precum Irina Camui, Monica Iacob, Corina Șchiopu, Elisabeta Roșu, Nicoleta Roșca si Mirela Gheorghe. Participarea în competițiile europene este foarte aproape de a fi atinsă și în edițiile de campionat 1994-1995 și 1997-1998, în care echipa se clasează pe locul V, la o singură victorie de locul ce permitea accesul la startul cupelor europene. De asemenea în Cupa Romăniei ediția 1993-1994, a ocupat locul III, obtinând locul IV în edițiile 1991-1992 și 1997-1998. Greutațile financiare fac din ce în ce mai precară stabilitatea echipei și multe dintre sportive își exprimă dorința de a evolua la alte echipe din țară și din strainatate. Astfel, se transferă de la Hidrotehnica jucatoare precum: Monica Iacob, Elisabeta Roșu, Simona-Manea Iovănescu, Daniela Condrea, Alina Bidirel, Ana Maria Popa, Nicoleta Roșca, Luminița Buhneci, Ramona Mihalache, Lăcrămioara Ilie, Mirela Tutunaru, Mihaela Ignat, Marilena Necula, Mădălina Straton. La începutul anului 2001, echipa feminină de handbal a Constanței și-a schimbat numele din Hidrotehnica în Tomis, continuând să reprezinte scoala tomitană de handbal pe prima scena a țării. În sezoanele 2004-2005 și 2005-2006 ale Ligii Naționale, Tomis se clasează pe locul IV. Pe plan european, ajunge în finala Cupei Challenge sezonul 2005-2006, după ce elimină pe rând ABU Baku, ŽRK Split și Valur Reykjavik. Finala o dispută cu Rulmentul Brașov, în premieră o finală românească de cupă europeană. La Brașov meciul se încheie cu victoria Rulmentului 30-22, iar la Constanța situația se repetă, 25-24 pentru brașovence și cu scorul general 46-55, Tomis pierde finala, obtinând medaliile de argint. În următoarea ediție, 2006-2007, a Cupei Challenge, Tomis intră direct în optimi, se califică mai departe eliminând elvețiencele de la TV Uster. dar este eliminată în sferturi de o echipă românească Universitatea Jolidon Cluj. Al treilea an consecutiv, Tomis participă în Cupa Challenge. Parcursul european începe cu AC Elpides HC Dramas din Grecia eliminată cu scorul general 65-35. Urmează în optimi azerele de la ABU Baku (61-54) iar în sferturi, la un pas de semifinale, sunt eliminate de o altă echipă românească HC Dunărea Brăila, 25-23 pe teren propriu, în deplasare 21-27, scor general 52-66.
În sezonul 2009-2010, Tomis Constanța s-a clasat pe locul III, prima clasare pe podium, după o pauză de 25 de ani, rezultat ce i-a asigurat prezența în ediția 2010-2011 a Cupei Cupelor, a doua competiție europeană intercluburi. Tomis intră în turul trei al Cupei Cupelor, depășește formația portugheză Madeira Andebol SAD, dar este înfrântă și eliminată în optimile competiției de către Rostov-Don (53-68), ambele partide, din motive financiare, jucându-se la Rostov-pe-Don. Rusia. În 2011, CS Tomis Constanța avea dificultăți din cauza problemelor financiare acumulate de-a lungul anilor. Soluția pentru salvarea echipei feminine de handbal a Constanței a reprezintat-o fuzionarea cu secția de handbal a Universității Maritime Constanța - Clubul Sportiv Universitar Neptun Constanța. În luna august 2011, preluarea echipei feminine de handbal a CS Tomis Constanța de către CSU Neptun Constanța a fost aprobată de către Comitetul Director al Federației Române de Handbal. Astfel, CSU Neptun Constanța a preluat, în conformitate cu protocolul încheiat între cele două cluburi, locul în Liga Națională, palmaresul, lotul de jucătoare și colectivul tehnic al echipei CS Tomis Constanța, urmând ca echipa să evolueze sub noul nume, Club Sportiv Universitar Neptun Constanța.  La sfârșitul anului competițional 2011-2012, Neptun Constanța retrogradează. După un sezon petrecut, în al doilea eșalon handbalistic, Divizia A, Neptun câștigă seria A și promovează. La sfârșitul sezonului 2013-2014 echipa constănțeană este nevoită a participa la un turneu de baraj pentru a rămâne în Liga Națională, pe care îl câștigă. Rămasă în Liga Națională CSU Neptun Constanța, în sezonul 2014-2015, ocupă pozișia a XIII-a și astfel retrogradează direct în Divizia A. În aprilie 2015 în cadrul turneului Final Four al Cupei României ediția 2014-2015 Neptun Constanța a ocupat locul IV, pierzând finala mică. împotriva lui SCM Craiova. Din 2015-2016, CSU Neptun Constanța evoluează în Divizia A. La sfârșitul sezonului 2017-2018, Neptun a ocupat locul II în seria A, iar împreună cu ocupanta locului II din seria B și echipele clasate pe locurile 11 și 12 în Liga Națională ediția 2017-2018, au participat la un turneu de baraj. Terminând pe locul II din Seria I a barajului, formația constănțeană nu a reușit să promoveze în Liga Națională. Din nou, în sezonul 2018-2019 Neptun a ocupat locul II în seria A și a participat la turneul semifinal al Diviziei A. Repartizată în Grupa a 2-a a turneului semifinal formația constănțeană a pierdut toate meciurile și nu s-a calificat la turneul final al Diviziei A. Sezonul 2019-2020 al Diviziei A s-a încheiat, din cauza pandemiei de coronaviroză cauzată de noul coronavirus 2019-nCoV (SARS-CoV-2), fără a se mai disputa ultimele etape, cu rămânerea în vigoare a clasamentului valabil la data de 11 martie 2020, când s-a desfășurat ultimul meci, aplicându-se criteriile de departajare finală, iar promovarea în Liga Națională ar fi urmat să se facă în urma disputării unui turneu final, la care participau 8 echipe cel mai bine clasate în seriile Diviziei A. În aceste condiții echipa constănțeană s-a clasat pe primul loc în seria B și urma să participe la turneu final. După ce mai multe echipe au renunțat la participarea la turneul final de promovare, printre care și Neptun Constanța, în cursă au rămas doar patru echipe care concurau pentru patru locuri de promovare, făcând inutilă organizarea unui turneu. În sezonul 2020-2021 Neptun a terminat pe locul II în seria C și astfel, împreună cu alte șapte echipe, a participat la turneul final al Diviziei A. La turneul final, desfășurat între 14-16 mai 2021 la Blejoi, formația constănțeană a ocupat locul V și nu a reușit să promoveze în Liga Națională. La sfârșitul sezonului 2021-2022, Neptun a ocupat locul IV în seria A iar în sezonului 2022-2023 a terminat pe locul VI, devenit locul IV deoarece clasamentul în fiecare serie a fost refăcut după eliminarea rezultatele echipelor fără drept de promovare.

## Sală
- Nume: Sala Sporturilor Constanța[53]
- Oraș: Constanța, România
- Capacitate: 2000 locuri
- Adresă: Bulevardul Tomis nr. 102-104, Constanța
- Localizare: Google Maps OpenStreet Map Bing Maps

## Lotul de jucătoare 2024/25
Conform presei:
| Portari - 01 Bianca Avram - 12 Claudia Nedelcu - 16 Elena Ezariu Extreme - 04 Georgiana Flutur - 09 Seren Asan - 23 Elena Deaconu - 88 Mădălina Horj Pivoți - 10 Denisa Bari - 14 Patricia Mlecov - 17 Alexandra Calancea | Linia de 9 metri - 03 Izabela Țilea - 05 Roxana Popescu - 08 Mihaela Stănciulescu - 13 Ștefania Surducan - 18 Ryana Raghina - 19 Dana Matei |

## Conducerea administrativă și tehnică
Conform presei:
| Nume             | Post               |
| ---------------- | ------------------ |
| Silviu Băiceanu  | Director           |
| Lăcrămioara Ilie | Antrenor principal |
| Enis Murtaza     | Antrenor secund    |
| Diana Bagiac     | Fizioterapeut      |

## Marcatoare în competițiile europene
Conform Federației Europene de Handbal și Federației Române de Handbal:
| Sezon   | Competiție     | Poz. | Nume                | Goluri |
| ------- | -------------- | ---- | ------------------- | ------ |
|         |                |      |                     |        |
| 2005-06 | Cupa Challenge |      |                     |        |
| 2005-06 | Cupa Challenge | 1    | Alina Petrache      | 55     |
| 2005-06 | Cupa Challenge | 2    | Ramona Ștefan       | 20     |
| 2005-06 | Cupa Challenge | 3    | Dorina Cărbune      | 18     |
| 2005-06 | Cupa Challenge | 3    | Loredana Mateescu   | 18     |
| 2005-06 | Cupa Challenge | 4    | Mihaela Pârâianu    | 11     |
| 2005-06 | Cupa Challenge | 5    | Roxana Mazur        | 10     |
| 2005-06 | Cupa Challenge | 5    | Cristina Strungaru  | 10     |
| 2005-06 | Cupa Challenge | 6    | Raluca Blebea       | 8      |
| 2005-06 | Cupa Challenge | 6    | Cristina Georgescu  | 8      |
| 2005-06 | Cupa Challenge | 7    | Georgiana Borcan    | 3      |
| 2005-06 | Cupa Challenge | 8    | Osman Ghiuler       | 1      |
|         |                |      |                     |        |
| 2006-07 | Cupa Challenge |      |                     |        |
| 2006-07 | Cupa Challenge | 1    | Loredana Mateescu   | 28     |
| 2006-07 | Cupa Challenge | 2    | Diana Druțu         | 27     |
| 2006-07 | Cupa Challenge | 3    | Mihaela Pârâianu    | 12     |
| 2006-07 | Cupa Challenge | 3    | Ionela Topa         | 12     |
| 2006-07 | Cupa Challenge | 4    | Anișoara Durac      | 11     |
| 2006-07 | Cupa Challenge | 5    | Cristina Georgescu  | 8      |
| 2006-07 | Cupa Challenge | 6    | Cristina Strungaru  | 7      |
| 2006-07 | Cupa Challenge | 7    | Nicoleta Rusu       | 6      |
| 2006-07 | Cupa Challenge | 7    | Ana Maria Stoica    | 6      |
| 2006-07 | Cupa Challenge | 8    | Andreea Dospin      | 4      |
| 2006-07 | Cupa Challenge | 9    | Ramona Tudor        | 2      |
| 2006-07 | Cupa Challenge | 10   | Georgiana Borcan    | 1      |
|         |                |      |                     |        |
| 2007-08 | Cupa Challenge |      |                     |        |
| 2007-08 | Cupa Challenge | 1    | Georgeta Grigore    | 32     |
| 2007-08 | Cupa Challenge | 2    | Loredana Mateescu   | 29     |
| 2007-08 | Cupa Challenge | 3    | Diana Druțu         | 25     |
| 2007-08 | Cupa Challenge | 4    | Ionela Topa         | 21     |
| 2007-08 | Cupa Challenge | 5    | Anișoara Durac      | 19     |
| 2007-08 | Cupa Challenge | 6    | Mihaela Pârâianu    | 15     |
| 2007-08 | Cupa Challenge | 7    | Andreea Dospin      | 11     |
| 2007-08 | Cupa Challenge | 8    | Dorina Cărbune      | 5      |
| 2007-08 | Cupa Challenge | 8    | Cristina Georgescu  | 5      |
| 2007-08 | Cupa Challenge | 8    | Cristina Strungaru  | 5      |
| 2007-08 | Cupa Challenge | 9    | Alexandra Iovănescu | 4      |
| 2007-08 | Cupa Challenge | 10   | Ramona Ștefan       | 1      |
|         |                |      |                     |        |
| 2010-11 | Cupa Cupelor   |      |                     |        |
| 2010-11 | Cupa Cupelor   | 1    | Cristina Zamfir     | 26     |
| 2010-11 | Cupa Cupelor   | 2    | Aneta Bărcan        | 24     |
| 2010-11 | Cupa Cupelor   | 3    | Andreea Tîlvîc      | 11     |
| 2010-11 | Cupa Cupelor   | 4    | Georgeta Pătru      | 9      |
| 2010-11 | Cupa Cupelor   | 5    | Loredana Mateescu   | 7      |
| 2010-11 | Cupa Cupelor   | 6    | Nicoleta Rusu       | 6      |
| 2010-11 | Cupa Cupelor   | 7    | Daniela Arfir       | 5      |
| 2010-11 | Cupa Cupelor   | 7    | Georgeta Grigore    | 5      |
| 2010-11 | Cupa Cupelor   | 8    | Andreea Dincu       | 3      |
| 2010-11 | Cupa Cupelor   | 8    | Mihaela Pârâianu    | 3      |
| 2010-11 | Cupa Cupelor   | 9    | Oana Cîrstea        | 2      |

| Poz. | Nume                | Goluri |
| ---- | ------------------- | ------ |
|      |                     |        |
| 1    | Alina Petrache      | 55     |
| 2    | Loredana Mateescu   | 53     |
| 3    | Diana Druțu         | 52     |
| 4    | Mihaela Pârâianu    | 41     |
| 5    | Georgeta Grigore    | 37     |
| 6    | Ionela Topa         | 33     |
| 7    | Anișoara Durac      | 30     |
| 8    | Cristina Zamfir     | 26     |
| 9    | Aneta Bărcan        | 24     |
| 10   | Dorina Cărbune      | 23     |
| 11   | Cristina Strungaru  | 22     |
| 12   | Cristina Georgescu  | 21     |
| 12   | Ramona Ștefan       | 21     |
| 13   | Andreea Dospin      | 15     |
| 14   | Nicoleta Rusu       | 12     |
| 15   | Andreea Tîlvîc      | 11     |
| 16   | Roxana Mazur        | 10     |
| 17   | Georgeta Pătru      | 9      |
| 18   | Raluca Blebea       | 8      |
| 19   | Ana Maria Stoica    | 6      |
| 20   | Daniela Arfir       | 5      |
| 21   | Georgiana Borcan    | 4      |
| 21   | Alexandra Iovănescu | 4      |
| 22   | Andreea Dincu       | 3      |
| 21   | Oana Cîrstea        | 2      |
| 21   | Ramona Tudor        | 2      |

## Marcatoare în competițiile naționale
| Sezon          | Nume | Goluri |
| -------------- | ---- | ------ |
|                |      |        |
| 2013-14        |      |        |
| Alla Șeiko     | 166  |        |
|                |      |        |
| 2014-15        |      |        |
| Andreea Enescu | 271  |        |

| Sezon               | Nume | Goluri |
| ------------------- | ---- | ------ |
|                     |      |        |
| 2020-21             |      |        |
| Gabriela Moldoveanu | 82   |        |

| Ediție              | Nume | Goluri |
| ------------------- | ---- | ------ |
|                     |      |        |
| 2013-14             |      |        |
| Andreea Enescu      | 6    |        |
|                     |      |        |
| 2014-15             |      |        |
| Andreea Enescu      | 26   |        |
|                     |      |        |
| 2018-19             |      |        |
| Gabriela Moldoveanu | 11   |        |
|                     |      |        |
| 2019-20             |      |        |
| Ana Oprică          | 10   |        |
|                     |      |        |
| 2021-22             |      |        |
| Gabriela Moldoveanu | 8    |        |
|                     |      |        |
| 2023-23             |      |        |
| Dana Matei          | 18   |        |

## Antrenori
| Perioadă  | Antrenor principal                       | Antrenor secund                            | Echipă                                  |
| --------- | ---------------------------------------- | ------------------------------------------ | --------------------------------------- |
| 1976–1986 | Traian Bucovală                          | Lucian Râșniță                             | Hidrotehnica Constanța                  |
| 1986–1992 | Lucian Râșniță                           | Codruț Hanganu Viorica Ionică Dumitru Muși | Hidrotehnica Constanța                  |
| 1992–2009 | Dumitru Muși                             | Ion Pușcașu                                | Hidrotehnica Constanța/ Tomis Constanța |
| 2009–2010 | Victor Dăbuleanu                         | Ion Crăciun                                | Tomis Constanța                         |
| 2010–2011 | Ion Crăciun Ion Pușcașu Mihaela Pârâianu | Florentin Pera Mihaela Pârâianu            | Tomis Constanța                         |
| 2011–2012 | Florentin Pera                           |                                            | Neptun Constanța                        |
| 2012–2015 | Ion Crăciun Florin Cazan                 | Florin Cazan                               | Neptun Constanța                        |
| 2015–2016 | Cristian Bărbulescu Ionuț Pușcașu        | Ionuț Pușcașu                              | Neptun Constanța                        |
| 2016–2019 | Ionuț Pușcașu                            | Lăcrămioara Ilie                           | Neptun Constanța                        |
| 2019–2022 | Ion Ivan                                 | Lăcrămioara Ilie                           | Neptun Constanța                        |
| 2022–     | Lăcrămioara Ilie                         | Enis Murtaza                               | Neptun Constanța                        |

## Foste jucătoare notabile
| - Elena Frîncu - Elisabeta Roșu - Larisa Cazacu - Georgeta Lăcustă - Viorica Ionică - Simona Manea - Corina Șchiopu - Luminița Buhneci - Nicoleta Roșca - Irina Camui - Daniela Condrea - Mirela Gheorghe - Monica Iacob - Mihaela Ignat - Delia Sopîrlă - Ana Maria Popa - Ramona Mihalache | - Lăcrămioara Ilie - Marilena Necula - Mirela Tutunaru - Anca Rombescu - Amelia Busuioceanu - Mădălina Straton - Anișoara Durac - Alina Petrache - Dorina Cărbune - Aneta Bărcan - Ionela Gâlcă - Mihaela Pârâianu - Oana Cîrstea - Andreea Dincu - Cristina Zamfir - Andreea Enescu - Alla Șeiko |

## Foști antrenori notabili
- Traian Bucovală
- Dumitru Muși
- Florentin Pera
- Ion Crăciun